# 北九州市立板櫃中学校
北九州市立板櫃中学校（きたきゅうしゅうしりつ いたびつちゅうがっこう）は、福岡県北九州市小倉北区白萩町にある公立中学校。

## 教育目標
- 自ら学び・考え、夢や希望を持ち「自己実現をめざす生徒の育成」（自立）
- 自他の生命や人権を尊重し行動できる「心豊かな生徒の育成」（共生）

## 部活動
部活動が大変盛んで、野球、バレー、陸上、卓球、水泳、吹奏楽で全国大会に出場している。

## 沿革
- 1955年（昭和30年） - 開校。当初は金田にある北九州市の施設を使用していた。
- 1956年（昭和31年） - 校歌制定、第1回卒業式。
- 1957年（昭和32年） - 新校舎が落成する。
- 1960年（昭和35年） - プールが落成する。
- 1964年（昭和39年） - 「創立10周年記念庭園」が完成する。
- 1966年（昭和41年） - 体育館が竣工する。
- 1971年（昭和46年） - 新プールが竣工する。
- 1979年（昭和54年） - 「読売学生科学賞」で優秀賞を受賞する。
- 1980年（昭和55年） - LL教室が完成する。
- 1988年（昭和63年） - 柔剣道場が竣工する。
- 1990年（平成2年） - パソコン教室が竣工する。
- 1991年（平成3年） - 「集いの木の部屋」（和室）が竣工する。
- 1999年（平成11年） - 「中学生『夢』会議」に参加。有馬朗人文部大臣（当時）にインタビューを行った。
- 2005年（平成17年） - プールが完成する。 地域に開放する為にパソコン教室を移設する。

## 著名な出身者
- 安部友裕（プロ野球選手）

## 交通
- バス

「西南女学院下」が最寄。西鉄バスの行先番号25、27、28、32、63、73、83番が停車する。
- 鉄道

戸畑駅、南小倉駅が最寄。

## 年間行事
- 4月 入学式
- 5月 修学旅行（3年生）・農泊体験学習（2年生）
- 6月 ふれあい合宿（1年生）
- 7月 中体連
- 9月 体育大会
- 10月 職場体験学習（2年生）
- 11月 文化発表会
- 3月 卒業式・吹奏楽部の定期演奏会

## 周辺施設
- 西南女学院大学
- 福岡県立小倉工業高等学校